# Cantó de Marinhana
El cantó de Marinhana és un cantó francès del departament de les Boques del Roine, situat al districte d'Istre. Té 2 municipis i el cap es Marinhana.

## Municipis
- Marinhana
- Sant Vitoret

| Data d'elecció                           | Identitat         | Partit                    | Qualitat |
| ---------------------------------------- | ----------------- | ------------------------- | -------- |
| 1973-1979                                | Laurens Deleuil   | Divers droite             |          |
| 1979-1985                                | Henri d'Attilio   | PS                        |          |
| 1985-1998                                | Laurens Deleuil   | Divers droite             |          |
| 1998-                                    | Daniel Simonpiéri | FN, després Divers droite |          |
| les dades anteriors no són pas conegudes |                   |                           |          |